# Eureka Scientific
Eureka Scientific, Inc. (Eureka Scientific ) 是一家非营利性 501(c)(3) 公司，总部位于加利福尼亚州奥克兰，由加州大学伯克利分校的八位研究科学家于 1992 年创立。

## 历史
1992 年，美国天文学家 Carol Christian 和她的同事，包括加州大学伯克利分校的美国物理学家 John Vallerga，决定在加利福尼亚成立一家名为 Eureka Scientific, Inc. 的公司，作为非终身制天体物理学家和天文学家。 原因是加州大学伯克利分校不允许卡罗尔克里斯蒂安向美国宇航局提交拨款申请，因为她没有担任任何终身教职员工职位，尽管她是极紫外探索者团队的成员，该团队帮助开发和建造它。 当 Eureka Scientific, Inc. 成立时，John Vallerga 被任命为财务主管，他认为“科学家应该有机会充当自由代理人并谈判最好的交易”，尽管加州大学伯克利分校与 Eureka Scientific 没有任何问题因为他们不使用大学设施。 [2]在此之前，美国行星科学家 Roger C. Wiens 抱怨说，他作为首席研究员无法提交任何资助提案，因为他曾在加州理工学院和加州大学圣地亚哥分校担任非终身职位，但他代笔了五个不同的提案。 然而，在接受《科学》杂志采访时，斯坦福大学研究和研究生政策主任认为，这样的措施对于“维护研究的声誉和质量并确保适当使用大学设施”是必要的。

## 合作者

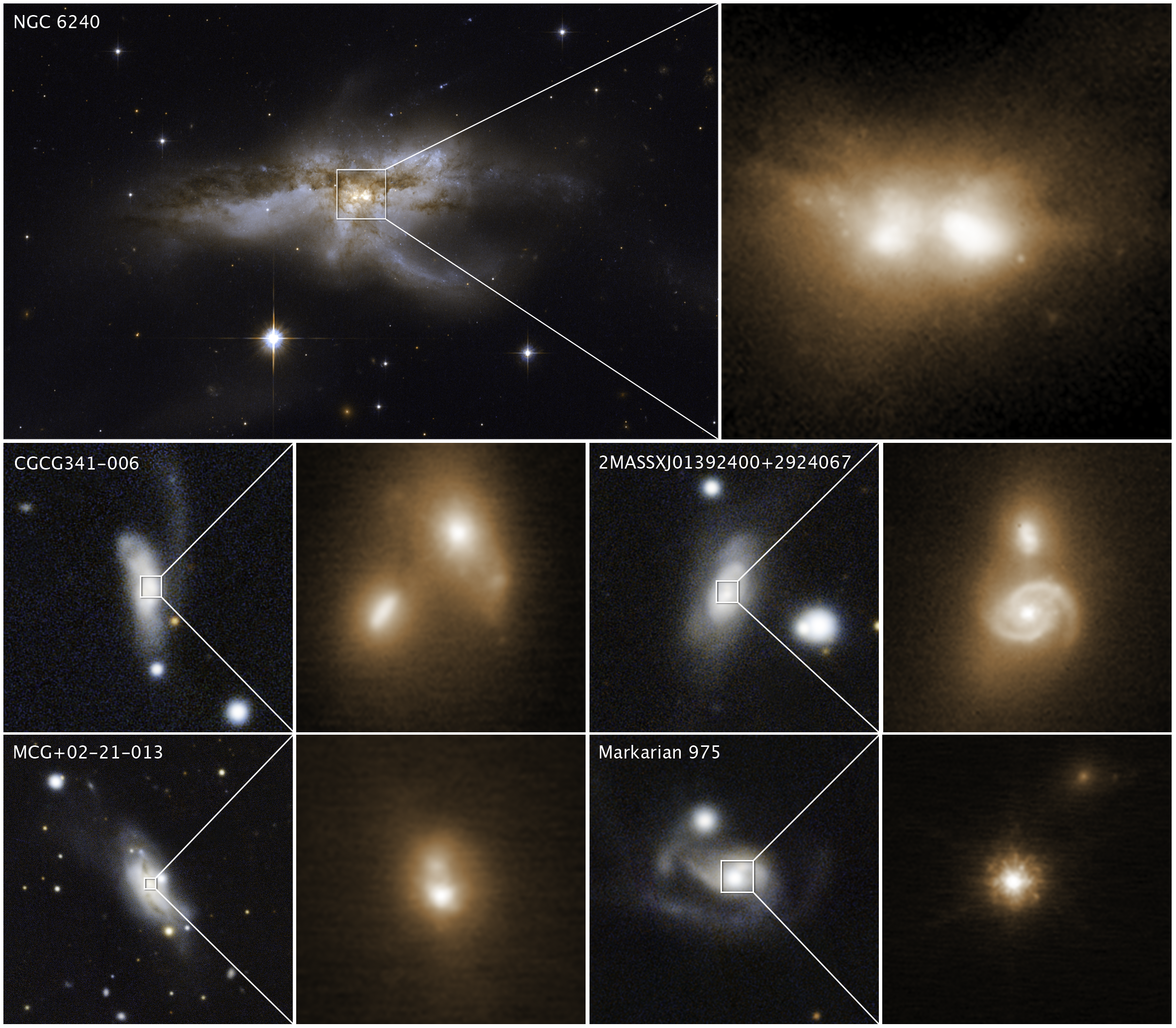
Hubble and Keck observatories of colliding galaxies.

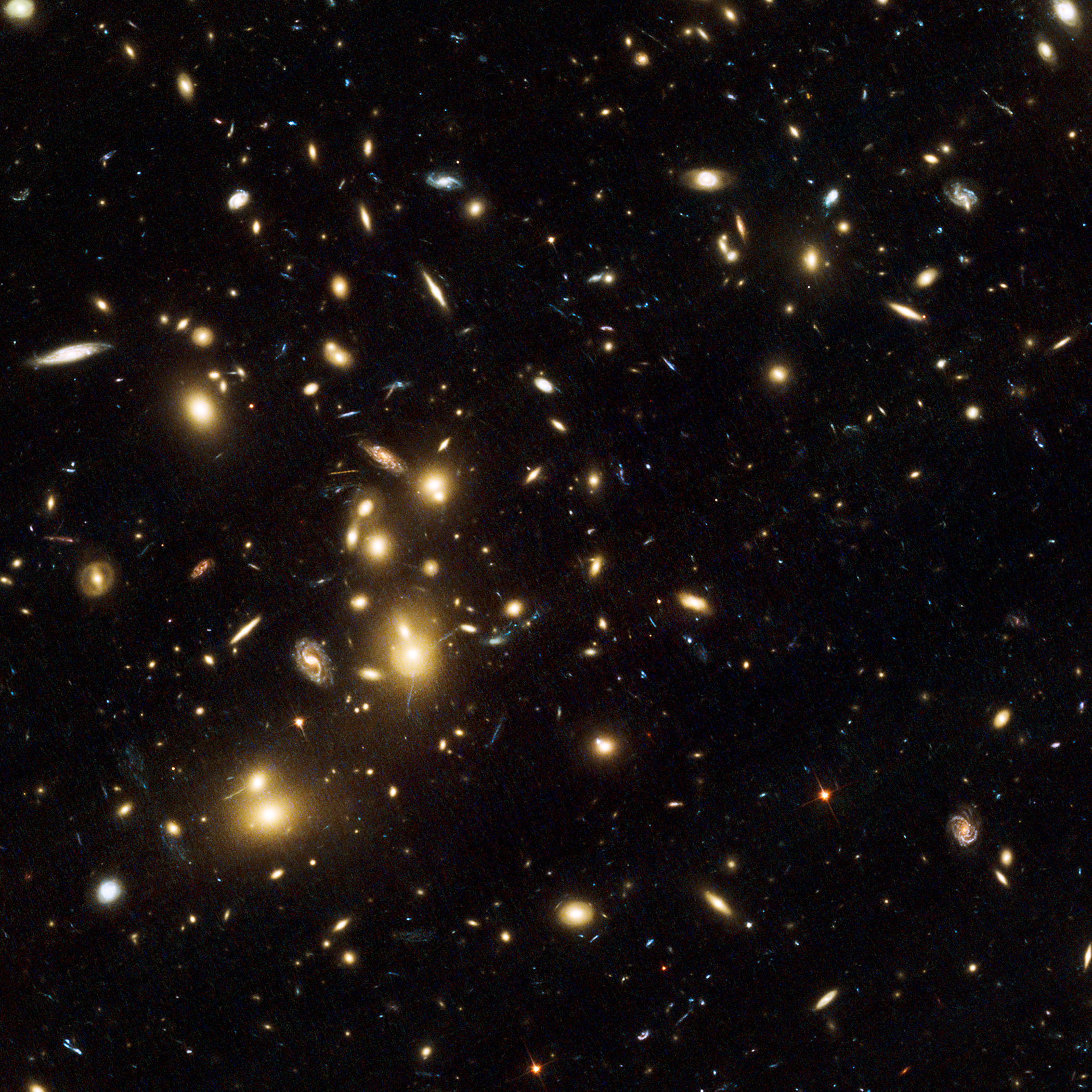
Hubble images of Abell 2744.

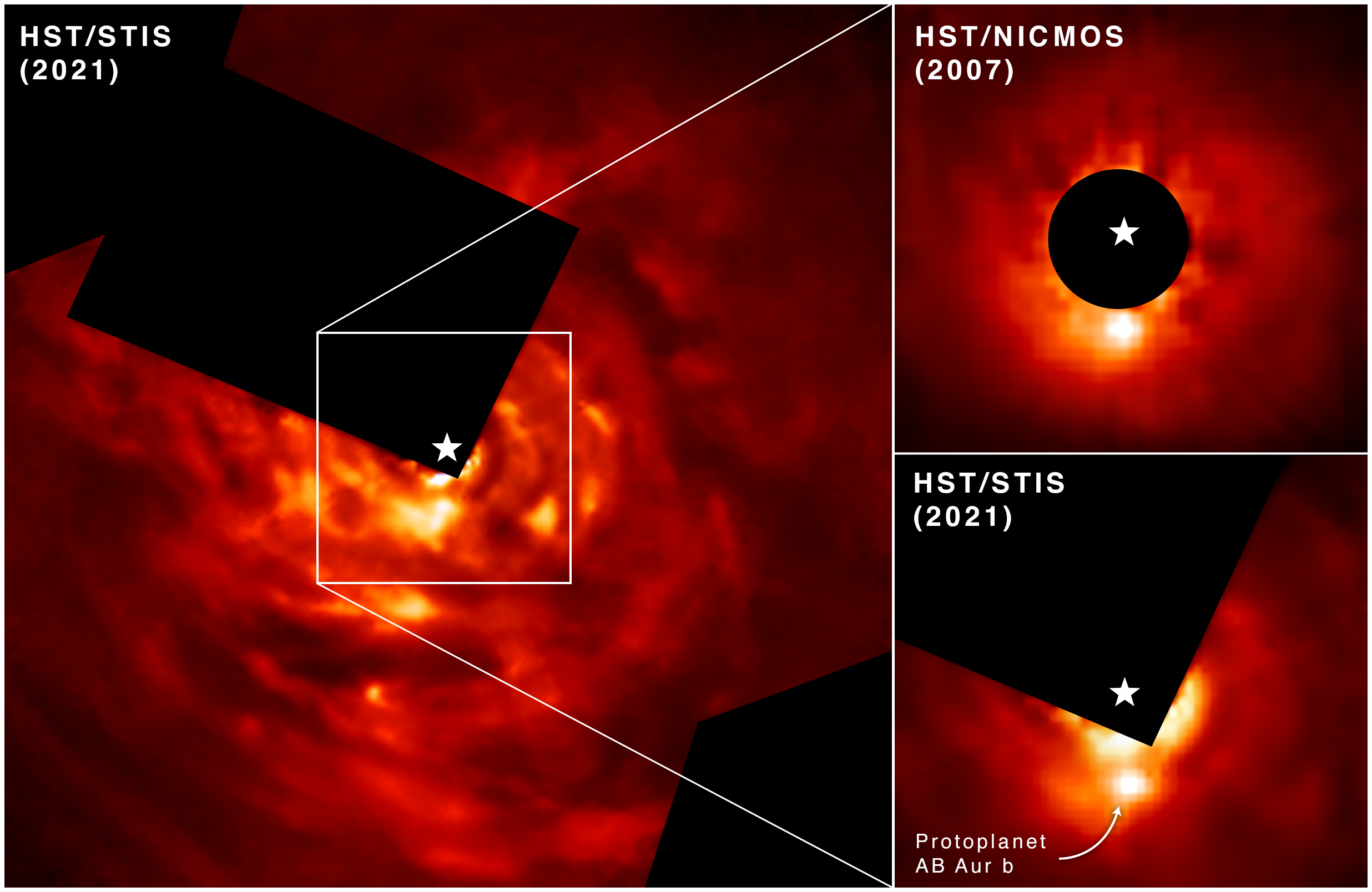
HST Image of Jupiter-like Protoplanet.

根据追踪机构联系及其科学影响的数据库 Nature Index，美国与 Eureka Scientific 的前 5 名合作者包括西弗吉尼亚大学 (WVU)、喷气推进实验室 (JPL)、康奈尔大学、威斯康星大学密尔沃基分校 ( UWM) 和美国国家航空航天局 (NASA)，而其排名前 5 位的国际合作者是南安普顿大学 (Soton)、拉古纳大学 (ULL)、牛津大学、不列颠哥伦比亚大学 (UBC) 和阿根廷射电天文研究所 (IAR)。 基于 SAO/NASA 天体物理数据系统（ADS），2022 年与 Eureka Scientific 的顶级合作者包括戈达德太空飞行中心（GSFC）、马克斯普朗克研究所、太空望远镜科学研究所（STScI）、加州理工学院（ Caltech)、Kavli 基金会、亚利桑那大学、哈佛-史密森尼天体物理中心、哈佛大学、马里兰大学帕克分校。